# Astragalus simonii
Astragalus simonii är en ärtväxtart som beskrevs av Hub.-mor. Astragalus simonii ingår i släktet vedlar, och familjen ärtväxter. Inga underarter finns listade i Catalogue of Life.